# Лоренцо Медічі Старий
Лоренцо Медічі Старий (1395 — 1440) — італійський державний діяч.

## Біографія
Походив з роду Медічі. Народився у Флоренції. Був сином голови Банку Медічі — Джованні ді Біччі Медічі й молодшим братом Козімо Медічі. Отримав прізвисько Пополані. Засновник молодшої лінії Медічі, з якої походив перший великий герцог Тосканський Козімо I Медічі.
Лоренцо Медічі брав участь в усіх заходах Козімо Медічі. Разом з ним вирушив у вигнання. До цього виконував дипломатичні завдання. Очолював посольство до папи римського Євгена IV та Венеційської республіки. У 1433 році в результаті поразки від роду Альбіцці заслано до Венеції (за декілька місяців до цього разом з Козімо Медічі перевів усі капітали до Венеції й Риму). Повернувся до Флоренції у 1434 році разом із братом Козімо.
З 1435 року очолював представництво Банку Медічі у Римі. 23 вересня 1440 року помер на віллі Кареджі поблизу Флоренції.

## Родина
Дружина — Джиневра Кавальканті.
Діти:
- П'єро Франческо (1415–1476), чоловік Лавдаміїі Ачайолі.
- Франческо
- Леонора